# برج جوچه

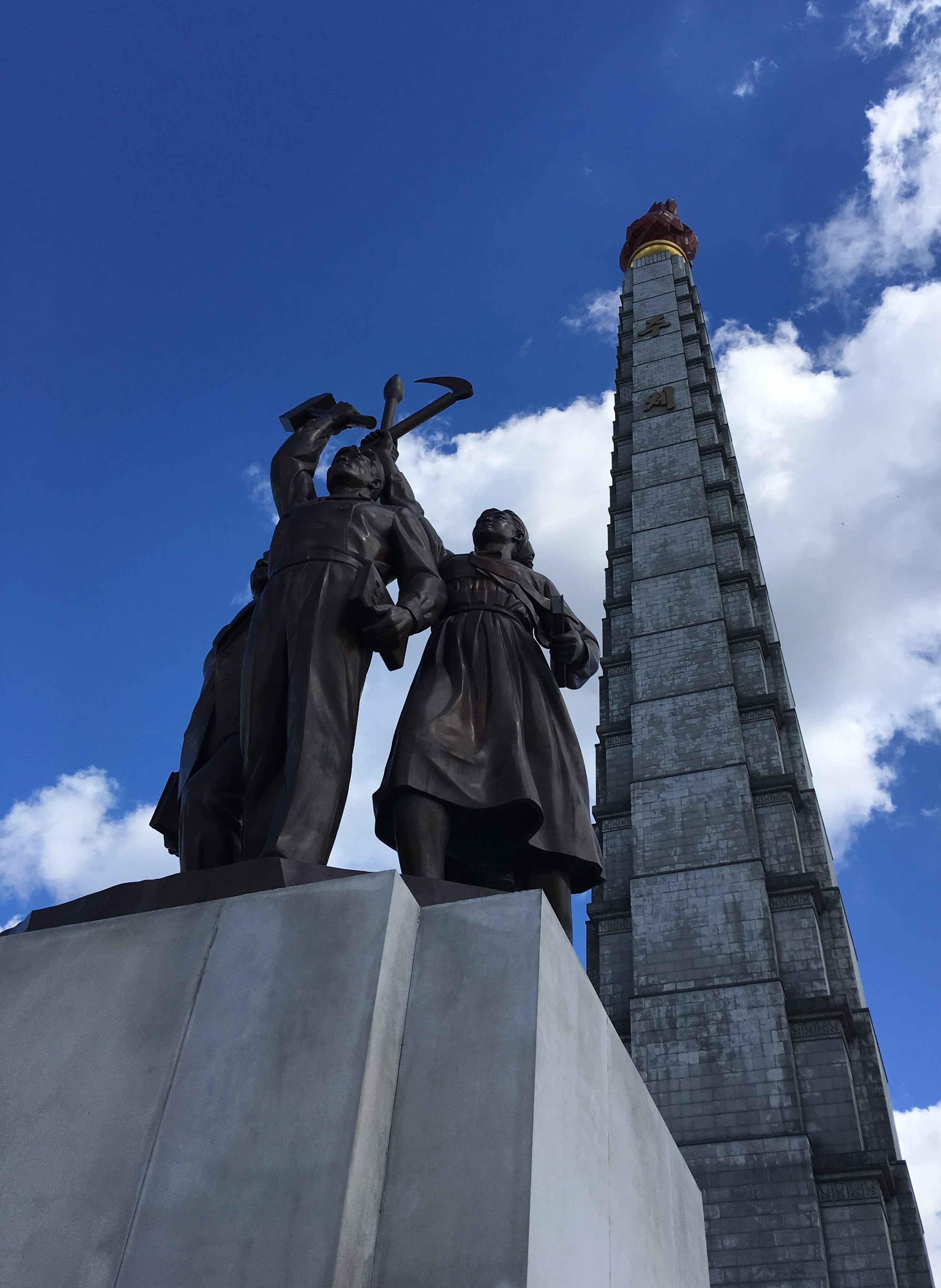
برج جوچه

برج جوچه (رسمی: برج ایدهٔ جوچه) یک بنای تاریخی در شهر پیونگ‌یانگ٬ پایتخت کشور کره شمالی می‌باشد. این برج نمادی از ایدئولوژی جوچه می‌باشد. این برج در سال ۱۹۸۲ به مناسبت گرامیداشت تولد ۷۰ سالگی کیم ایل-سونگ تکمیل شده است. ارتفاع این برج ۱۷۰ متر (۵۶۰ فوت) و شامل ۲۵٬۵۵۰ بلوک (۳۶۵×۷۰) (تعداد روزهای عمر کیم ایل-سونگ و در واقع یک بلوک برای هر روز از زندگی وی) است.

## نگارخانه

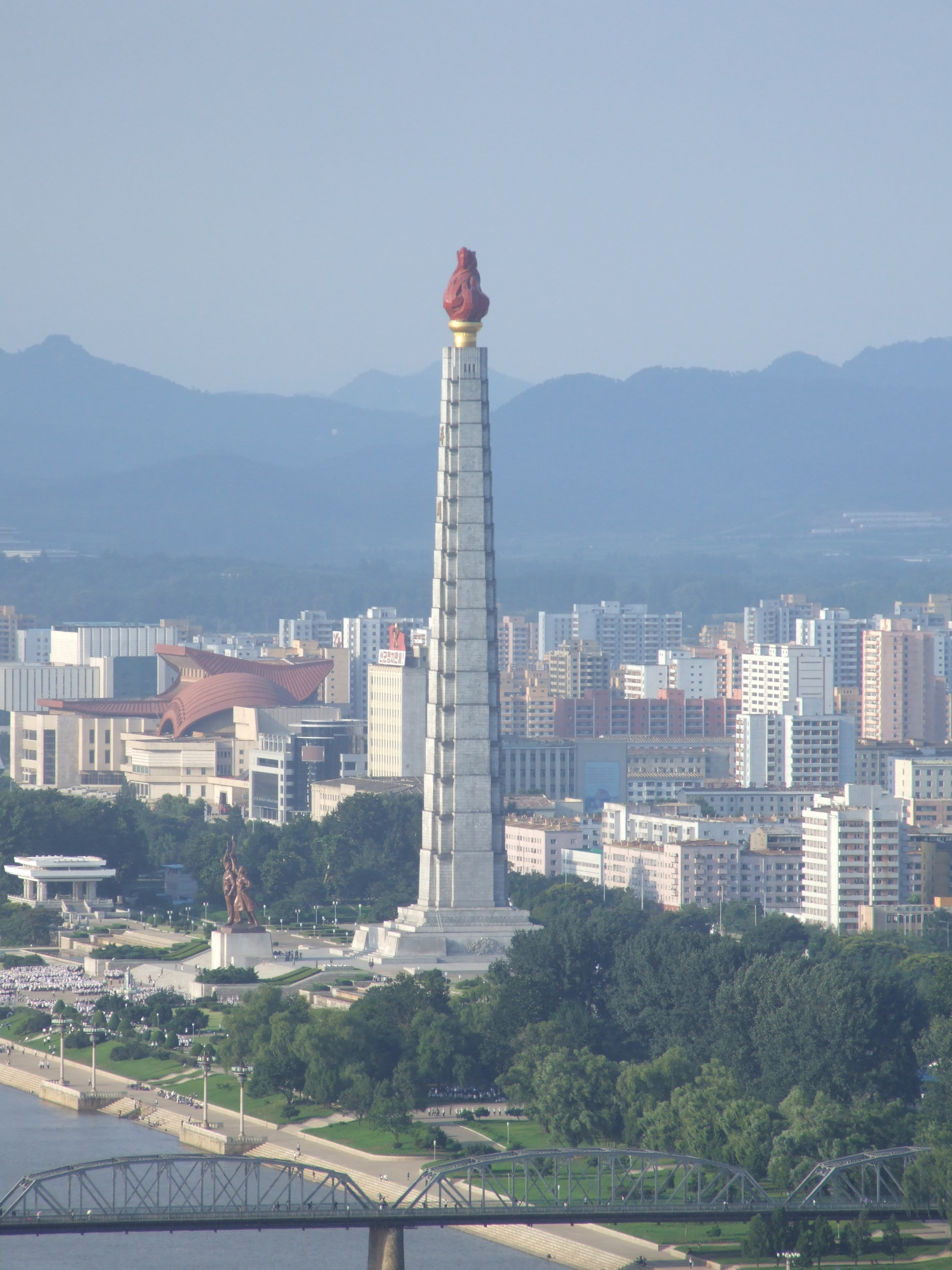
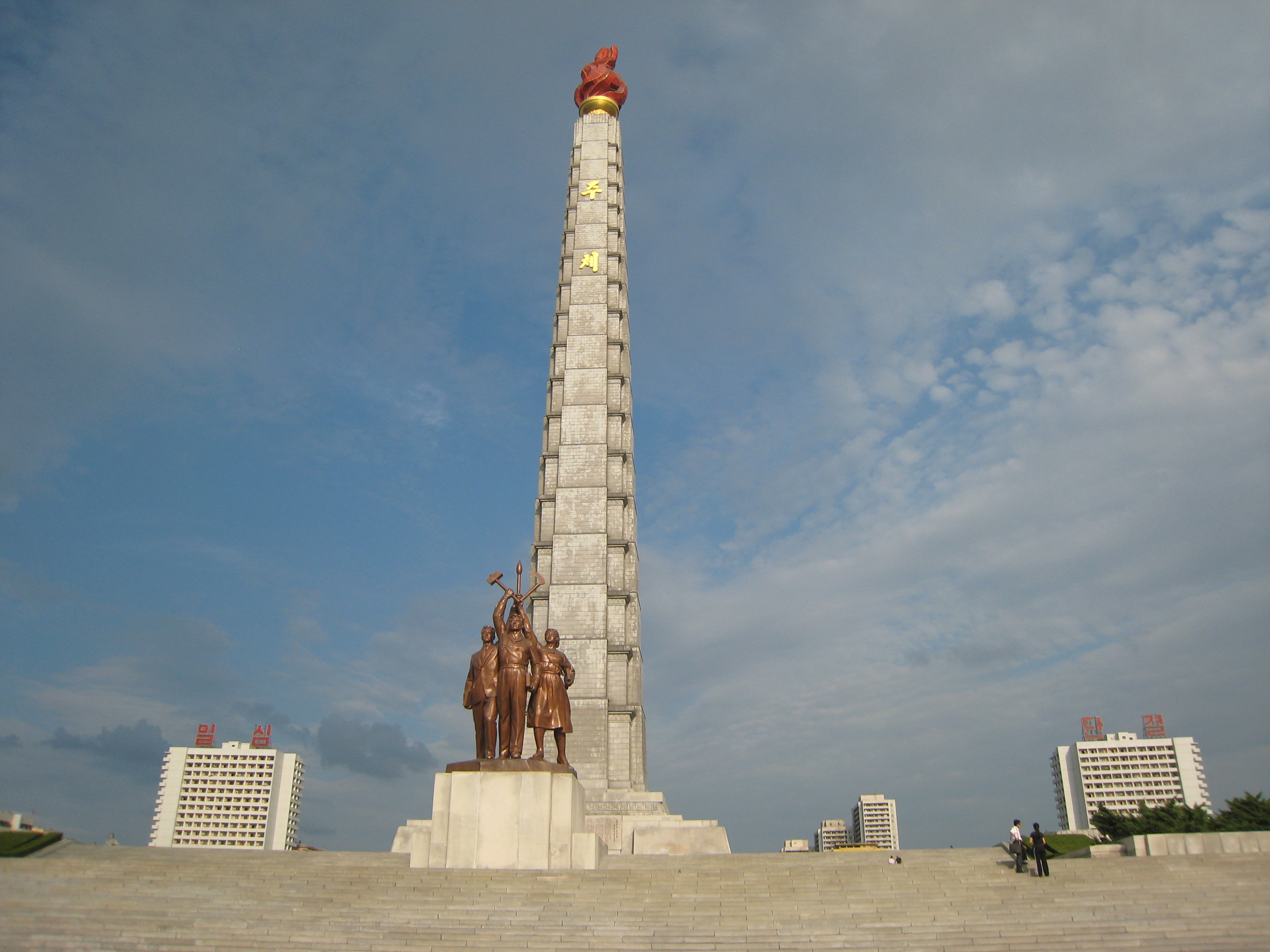
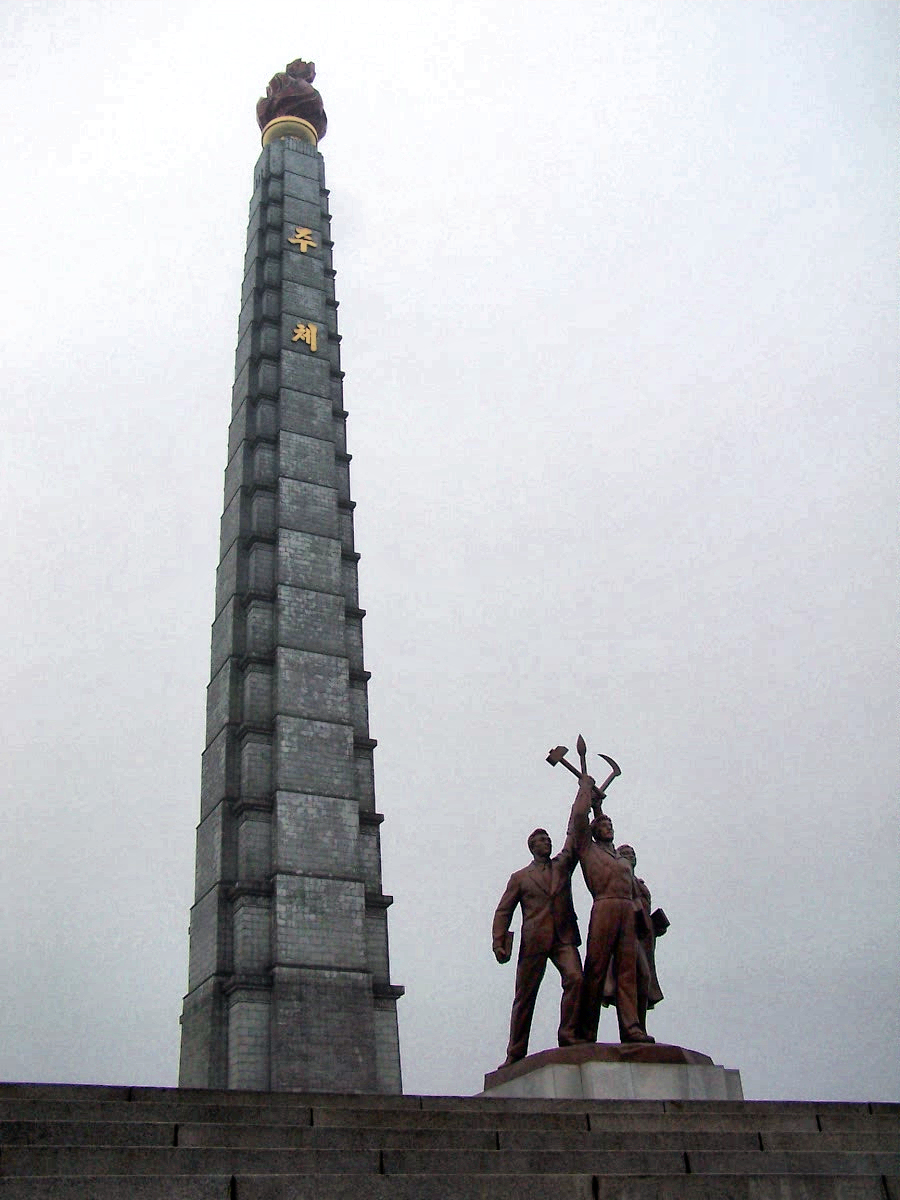